# Ferdinand Chalandon
Ferdinand Chalandon (Lione, 10 febbraio 1875 – Losanna, 31 ottobre 1921) è stato uno storico e numismatico francese.

## Biografia
È noto per i suoi studi sui Normanni in Italia meridionale. 
Membro della École française di Roma, per il testo Histoire de la domination normande en Italie et en Sicile ottenne nel 1909 il Premio Gobert dell'Académie des inscriptions et belles-lettres.

## Opere
- 1900: Essai sur le règne d'Alexis Ier Comnène (1081-1118), Parigi: A. Picard. 1900
- 1900: La diplomatique des Normands de Sicile et de l'Italie méridionale. Mélanges d'Archéologie et d'Histoire de l'école française de Rome, 1900
- 1903: Numismatique des Normands en Sicile, 1903
- 1907: Histoire de la domination normande en Italie et en Sicile, Parigi: A. Picard, 1907 Tome I & II (ed. it. Storia della dominazione normanna in Italia ed in Sicilia, 3 voll., Alife 1999-2001).
- 1912: Jean II Comnène, 1118-1143, et Manuel I Comnène, 1143-1180. Parigi: Alphonse Picard et Fils. 1912
- 1925: Histoire de la Première Croisade jusqu'à l'élection de Godefroi de Bouillon. Parigi: Picard. 1925 (postumo)